# Thiais
Thiais je město v jihovýchodní části metropolitní oblasti Paříže ve Francii v departmentu Val-de-Marne a regionu Île-de-France. Od centra Paříže je vzdálené 10,3 km.

## Geografie
Sousední obce: Vitry-sur-Seine, Choisy-le-Roi, Rungis, Chevilly-Larue, Orly a Paray-Vieille-Poste.

## Vývoj počtu obyvatel
Počet obyvatel

## Partnerská města
- Einbeck, Německo